# Pavel Fiodorov
Pavel Ivanovici Fiodorov (în rusă Павел Иванович Фёдоров; n. 15 ianuarie 1791 – d. 30 iulie 1855) a fost un diplomat și militar rus. El a fost guvernatorul militar al Basarabiei între anii 1834 – 1854.

## Biografie

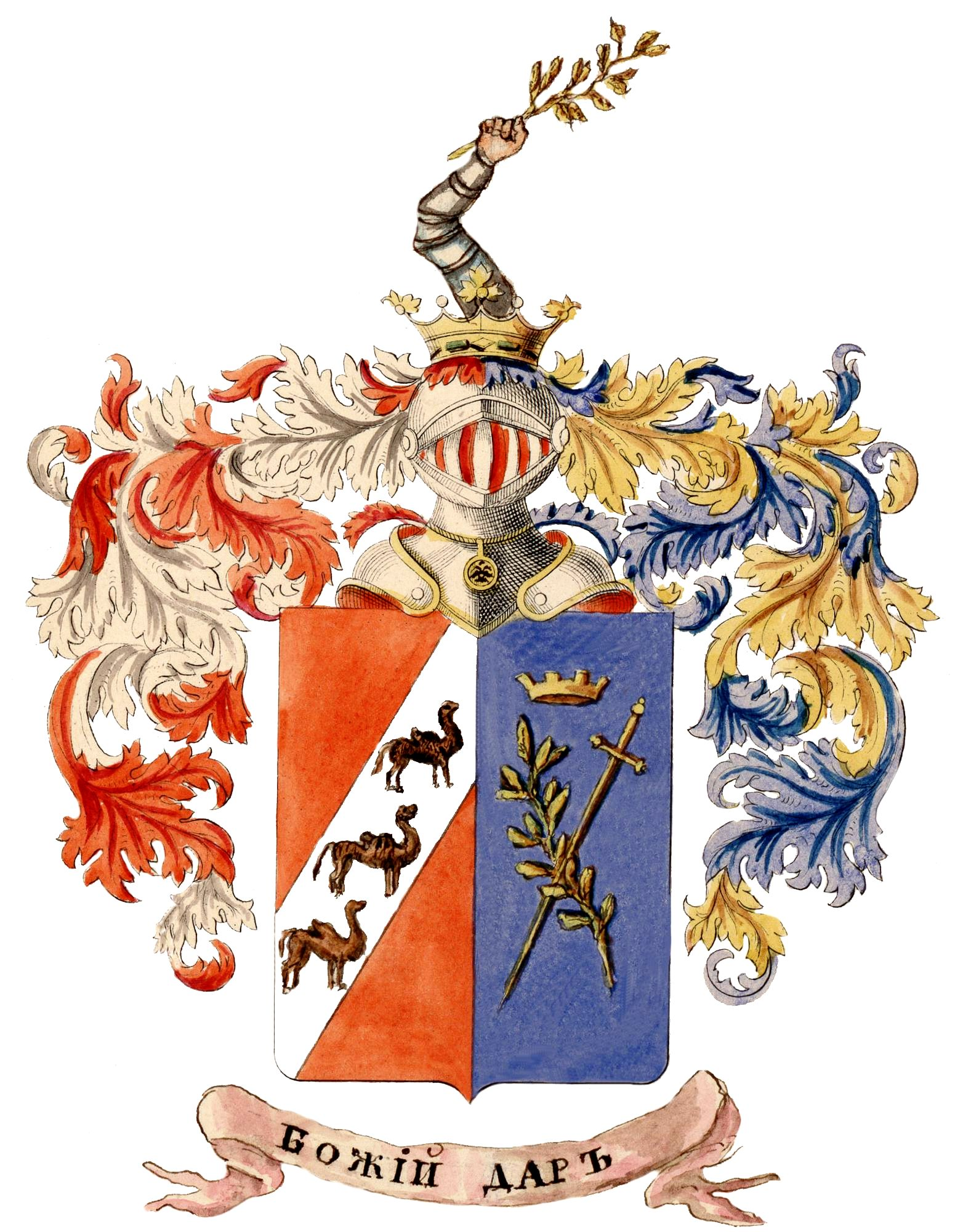
Stema familiei Feodorov

Fiodorov s-a născut în anul 1791. La vârsta de șaptesprezece ani, pe 14 ianuarie 1808, a devenit locotenent în regimentul 128 de infanterie din Starîi Oskol și în același an a fost trimis cu regimentul său în campanie în Turcia, unde a rămas pe teatrul de război până la 30 august 1812.
În timpul Invaziei franceze în Rusia din 1812, a luat parte la cele mai importante bătălii ale armatei ruse. În timpul războiului celei de-a Șasea Coaliții, la 27 aprilie 1813 în timp ce traversa Elba, a fost grav rănit în gât, sub urechea dreaptă, pierzându-și auzul; la 8 și 9 mai a acelui an, Fiodorov a luptat în apropiere de Bautzen; între 10 și 11 august a luat parte la înfrângerea Corpului de pază sub comanda mareșalului Ney în orașul Goldberg; iar între 5 și 6 octombrie a aceluiași an, a luat parte la bătălia generală de la Leipzig, fiind și aici rănit de două gloanțe. Ulterior pentru curajul său în luptă a fost decorat cu Ordinul Sfântul Vladimir de gardul al 4-lea și ridicat la gradul de maior.
Pentru a-și vindeca rănile grave a rămas până în 1817 în diferite spitale din Germania și în 1819 s-a tratat la Apele minerale caucaziene⁠(ru)[traduceți]. După tratare, Fiodorov a fost numit pe 29 septembrie 1820, șef al poliției din Nikolaev, gubernia Herson (în 1826 a fost promovat la gradul de colonel), iar în 1833 a devenit general-maior și numit comandant militar al aceluiași oraș.
De la 23 iunie 1834, a ocupat funcții de guvernator militar în Nikolaev și Sevastopol, iar la 28 august același an a fost numit guvernator civil al Basarabiei, cu toate acestea, a guvernat temporar și Ismailul; în 1836 a fost numit guvernator militar în Basarabia. 
Pentru devotamentul în serviciu, a fost decorat cu Ordinul Sf. Vladimir de gradul 2 (1839), ridicat la gradul de locotenent-general (în 1840) și decorat cu Ordinul Vulturului Alb (1844); În plus, pentru facilitare trecerii navelor comerciale pe Dunăre, împăratul austriac i-a acordat Ordinul Coroanei de Fier, clasa 1. În 1852, a fost ridicat la gradul de general de infanterie.
La 29 mai 1854, Fiodorov a fost demis din funcția de guvernator militar al Basarabiei, fiind-ui conferit un post în senatul imperial.
Pavel Fiodorov a murit la Moscova la 30 iulie 1855 și a fost înmormântat în cimitirul Novodevicie⁠(ru)[traduceți].